# Green Bay, Wisconsin

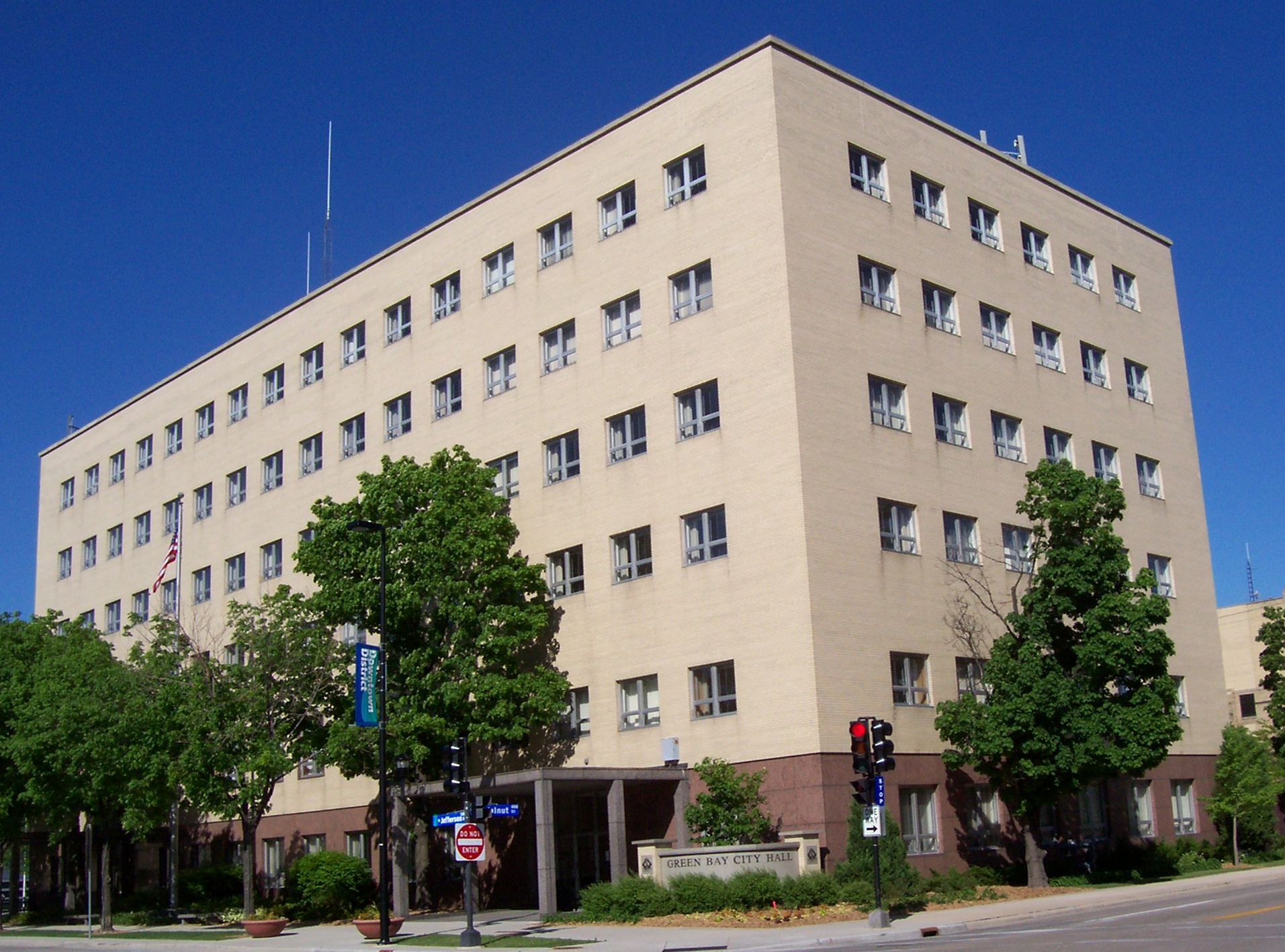
Green Bays stadshus.

Green Bay är en stad i Brown County i delstaten Wisconsin i USA. 2010 uppgick invånarantalet till 104 057. Green Bay är administrativ huvudort (county seat) i Brown County.

## Sport
- Green Bay Packers (NFL)

## Kända personer från Green Bay
- Mason Appleton, ishockeyspelare
- John W. Byrnes, politiker
- Jay DeMerit, fotbollsspelare
- Mike Gallagher, politiker
- Rebecca Giddens, kanotist
- Sam Hauser, basketspelare
- James F. Hughes, politiker
- John W. Reynolds, politiker
- Tony Shalhoub, skådespelare
- Mona Simpson, författare
- Zack Snyder, regissör

## Övrigt
- Rollfigurerna i TV-serien That '70s Show bor i Point Place, en fiktiv förort till Green Bay.

### Fotnoter
1. ↑  ”Green Bay city, Wisconsin”. United States Census Bureau. 20 mars 2010. Arkiverad från originalet den 12 februari 2020. https://archive.today/20200212234526/http://factfinder.census.gov/faces/nav/jsf/pages/community_facts.xhtml. Läst 16 juli 2015.